# All for Love
"All for Love" är en låt framförd av Bryan Adams, Rod Stewart och Sting. Den skrevs av Adams, Mutt Lange och Michael Kamen för soundtracket till filmen De tre musketörerna från 1993. Sångtiteln är inspirerad av En för alla, alla för en, som brukar förknippas med De tre musketörerna.

## Listplaceringar
Singeln toppade Billboard Hot 100 den 22 januari 1994, och stannade där i tre veckor. 
| Lista (1993/94)                                     | Topplaceringar |
| --------------------------------------------------- | -------------- |
| Australiska singellistan                            | 1              |
| Österrikiska singellistan                           | 1              |
| Kanadensiska singellistan                           | 1              |
| Nederländska Top 40                                 | 3              |
| Franska singellistan                                | 7              |
| Tyska singellistan                                  | 1              |
| Italienska singellistan                             | 1              |
| Japanska Oricon International                       | 1              |
| Japanska Oricons veckosingellista                   | 48             |
| Nyzeeländska singellistan                           | 5              |
| Norska singellistan                                 | 1              |
| Svenska singellistan                                | 1              |
| Schweiziska singellistan                            | 1              |
| Brittiska singellistan                              | 2              |
| Amerikanska Billboard Hot 100                       | 1              |
| Amerikanska Billboard Top 40 Mainstream             | 1              |
| Amerikanska Billboard Hot Adult Contemporary Tracks | 4              |

## EMD:s tolkning
I december 2007 gjorde den svenska gruppen E.M.D en cover på låten, som blev gruppens debutsingel. Den debuterade på andra plats på den officiella svenska singellistan, och toppade tre veckor senare och stannade där i sex raka veckor (originalversionen toppade listan i 10 veckor).
Singeln stannade på listorna i 17 veckor, och sålde 3x platina i Sverige. 

### Låtlista
1. "All for Love (radioversion)" - 4:38
2. "All for Love (albumversion)" - 3:10

### Listplaceringar
| Lista (2007)         | Topplacering |
| -------------------- | ------------ |
| Svenska singellistan | 1            |

I Dansbandskampen 2009 framfördes låten av Date, då EMD var kvällens tema i deltävlingens andra omgång.